# Football Club Treviso 2012-2013
Questa voce raccoglie le informazioni riguardanti il Football Club Treviso nelle competizioni ufficiali della stagione 2012-2013.

## Stagione
La stagione 2012-2013 del Treviso è l'8ª nel terzo livello calcistico italiano e la 1ª da quando la categoria ha assunto la denominazione Lega Pro Prima Divisione. Il club biancoceleste, inoltre, ha partecipato alla Coppa Italia maggiore ed è stato eliminato al primo turno eliminatorio dal Sorrento, e anche la Coppa Italia Lega Pro dove è stato eliminato sempre al primo turno Bassano Virtus. La squadra ha sostituito l'allenatore Diego Zanin con il nuovo Agenore Maurizi e ha affrontato il ritiro estivo pre-stagionale a Longarone, in provincia di Belluno, come lo scorso anno, con una squadra quasi completamente nuova. Il 28 luglio il Treviso ha giocato un triangolare amichevole, con partite da 45 minuti, contro il Silea e una formazione locale: contro i primi vittoria per 1-0 con primo gol stagionale di Michele Reginato mentre contro i secondi vittoria per 2-0. Il 1º agosto affronta in amichevole il Real Vicenza degli ex Andrea Bandiera e Alessandro Ferronato rimediando una sconfitta per 2-1. L'avvio fortemente deficitario della squadra costa il posto al tecnico romano che già il 21 ottobre seguente viene sostituito da Gennaro Ruotolo..
A dicembre, alla fine del girone d'andata concluso all'ultimo posto in classifica, il presidente Renzo Corvezzo, che aveva chiamato Ruotolo alla guida del Treviso, viene esautorato in favore di Franco Sellitto, il quale, da nuovo amministratore unico voluto dal direttore generale Mario Santoro che con la All Sport si è unito all'impresario edile Tiziano Corrado formando il 51% e cioè la maggioranza, esonera Ruotolo e richiama Maurizi. Ruotolo contesta il licenziamento diffidando del potere decisionale di Sellitto e rimane alla guida del Treviso con la forza, sostenuto dalla squadra e da Corvezzo, il quale afferma: "Il presidente sono io e Ruotolo resta". La nuova dirigenza ha fatto sapere che chiederà l'intervento della polizia nel caso in cui Ruotolo dirigerà ancora gli allenamenti. Quest'ultimo in merito ha dichiarato: "Tutto fa esperienza, ne prendo atto e vado avanti col mio lavoro, sono molto sereno sotto questo aspetto perché non ho nulla da rimproverarmi. Sono io, a tutti gli effetti, l'allenatore del Treviso Calcio".
Ruotolo avrebbe poi insultato, minacciato e lanciato una monetina a Giampaolo Zorzo, corrispondente per La Gazzetta dello Sport, il quale, minacciato anche dagli ultrà lì presenti, ha annunciato che querelerà l'allenatore.
A marzo Ruotolo viene sostituito da Bosi che non riuscirà però ugualmente ad evitare la retrocessione della compagine trevigiana: ancor peggio tuttavia, in seguito il Direttivo della Lega Pro ritenne inammissibile la domanda d'iscrizione presentata dal Treviso per la nuova stagione, e per il mancato ricorso contro questa decisione si giunse alla seconda esclusione di Treviso dal professionismo nel giro di quattro anni.

## Divise e sponsor
Lo sponsor tecnico per la stagione 2012-2013 è Lotto, mentre lo sponsor di maglia non era presente.
La divisa di casa era costituita da un completo interamente bianco con inserti celesti, mentre la divisa da trasferta era un completo interamente nero con inserti celesti.
| Casa | Trasferta |  |

## Organigramma societario
Area direttiva
- Presidente: Renzo Corvezzo
- Direttore generale: Mario Santoro
- Responsabile area tecnica: Daniele Deoma

Area organizzativa
- Segretario generale: Mario Santoro, Leandro Casagrande
- Team manager: Angelo Consagna

Area marketing
- Addetta marketing: Claudia Corvezzo
- Direttore marketing: Giuseppe Camerin
- Responsabile marketing: All Sport Marketing & Communication

Area tecnica
- Direttore sportivo: Mauro Traini
- Allenatore: Agenore Maurizi (dal 20 giugno al 21 ottobre 2012), Gennaro Ruotolo (dal 21 ottobre 2012 al 18 marzo 2013), Giovanni Bosi (dal 18 marzo 2013)
- Allenatore in seconda: Angelo Lombardo (fino al 21 ottobre 2012) Giorgio Carrera (dal 21 ottobre 2012 al 18 marzo 2013) William Pianu (dal 18 marzo 2013)
- Preparatore portieri: Severo De Felice (fino al 21 ottobre 2012), Marchini
- Preparatore atletico: Carlo Oliani (fino al 21 ottobre 2012), Marin

Area sanitaria
- Massaggiatore: Salvatore Gnisci (fino al 21 ottobre 2012)
- Responsabile medico: Luigi Gerbino Polo

## Rosa
| N. |                   | Ruolo | Calciatore           |
| -- | ----------------- | ----- | -------------------- |
|    | Italia (bandiera) | P     | Andrea Camata        |
|    | Italia (bandiera) | P     | Gianmarco Campironi  |
|    | Italia (bandiera) | P     | Enrico Tonozzi       |
|    | Italia (bandiera) | D     | Alessandro Beccia    |
|    | Italia (bandiera) | D     | Francesco Bini       |
|    | Italia (bandiera) | D     | Francesco Cernuto    |
|    | Italia (bandiera) | D     | Federico Dal Compare |
|    | Italia (bandiera) | D     | Rosario Di Girolamo  |
|    | Italia (bandiera) | D     | Vincenzo Garofalo    |
|    | Italia (bandiera) | D     | Daniel Semenzato     |
|    | Italia (bandiera) | D     | Mariano Stendardo    |
|    | Italia (bandiera) | D     | Federico Tisbi       |
|    | Italia (bandiera) | D     | Juri Toppan          |
|    | Italia (bandiera) | D     | Alessandro Videtta   |
|    | Italia (bandiera) | D     | Pietro Zammuto       |
|    | Italia (bandiera) | C     | Francesco Bianchetti |
|    | Italia (bandiera) | C     | Andrea Brunetti      |
|    | Italia (bandiera) | C     | Andrea Burato        |
|    | Italia (bandiera) | C     | Angelo Chiavazzo     |
|    | Italia (bandiera) | C     | Domenico Del Grande  |
|    | Italia (bandiera) | C     | Riccardo Dragoni     |
|    | Italia (bandiera) | C     | Antonio Esposito     |

| N. |                     | Ruolo | Calciatore                     |
| -- | ------------------- | ----- | ------------------------------ |
|    | Italia (bandiera)   | C     | Jacopo Fortunato               |
|    | Italia (bandiera)   | C     | Lorenzo Gelfusa                |
|    | Slovenia (bandiera) | C     | Andrej Komac                   |
|    | Italia (bandiera)   | C     | Gianluca Migliorini            |
|    | Italia (bandiera)   | C     | Roberto Musso                  |
|    | Italia (bandiera)   | C     | Fabrizio Nenzi                 |
|    | Italia (bandiera)   | C     | Walter Piccioni                |
|    | Italia (bandiera)   | C     | Giacomo Rosaia                 |
|    | Italia (bandiera)   | C     | Stefano Salvi                  |
|    | Italia (bandiera)   | C     | Marco Spinosa                  |
|    | Italia (bandiera)   | C     | Pierangelo Tarantino           |
|    | Italia (bandiera)   | C     | Tommaso Vailatti               |
|    | Italia (bandiera)   | A     | Diego Allegretti               |
|    | Italia (bandiera)   | A     | Giovanni Kyeremateng           |
|    | Italia (bandiera)   | A     | Giovanni Madiotto              |
|    | Italia (bandiera)   | A     | Andrea Luca Picone             |
|    | Italia (bandiera)   | A     | Michele Reginato               |
|    | Italia (bandiera)   | A     | Leandro Rocco Rizzo            |
|    | Italia (bandiera)   | A     | Luca Strizzolo                 |
|    | Francia (bandiera)  | A     | Ousmane Sy                     |
|    | Italia (bandiera)   | A     | Nazzareno Tarantino (capitano) |

## Calciomercato

### Sessione estiva
| Acquisti | Acquisti             | Acquisti    | Acquisti          |
| R.       | Nome                 | da          | Modalità          |
| -------- | -------------------- | ----------- | ----------------- |
| P        | Giorgio Merlano      | Viareggio   | Svincolato        |
| D        | Francesco Cernuto    | Reggina     | Prestito          |
| D        | Antonio Esposito     | Inter       | Compartecipazione |
| D        | Vincenzo Garofalo    | Fondi       | Svincolato        |
| D        | Federico Tisbi       | Mosta       | Definitivo        |
| D        | Juri Toppan          | Foggia      | Svincolato        |
| D        | Alessandro Videtta   | Empoli      | compartecipazione |
| C        | Francesco Bianchetti | AlbinoLeffe | ?                 |
| C        | Riccardo Dragoni     | Real Rimini | ?                 |
| C        | Jacopo Fortunato     | SPAL        | definitivo        |
| C        | Lorenzo Gelfusa      | Savona      | ?                 |
| C        | Gianluca Migliorini  | Udinese     | Prestito          |
| C        | Giacomo Rosaia       | Fiorentina  | definitivo        |
| C        | Stefano Salvi        | Como        | definitivo        |
| C        | Pierangelo Tarantino | Bari        | Prestito          |
| A        | Luca Bidogia         | Tamai       | Fine prestito     |
| A        | Andrea Luca Picone   | Reggina     | Prestito          |
| A        | Leandro Rizzo        | Lecce       | definitivo        |
| A        | Ousmane Sy           | Reggina     | Prestito          |
| A        | Nazzareno Tarantino  | Juve Stabia | Svincolato        |

| Cessioni | Cessioni                | Cessioni       | Cessioni      |
| R.       | Nome                    | a              | Modalità      |
| -------- | ----------------------- | -------------- | ------------- |
| P        | Luigi Sanna             | Cagliari       | Fine Prestito |
| P        | Nicola Sartorello       | Union Quinto   | Svincolato    |
| P        | Alan Zattin             | Vis Artena     | Svincolato    |
| D        | Lorenzo Biagini         | Torre Neapolis | Svincolato    |
| D        | Francesco Cernuto       | Reggina        | Fine prestito |
| D        | Gregorio Granati        | Montebelluna   | Svincolato    |
| D        | Edoardo Ludovico Pacini |                | Svincolato    |
| D        | Luigi Panarelli         |                | Svincolato    |
| D        | Alberto Paoli           |                | Svincolato    |
| D        | Daniele Visintin        | Kras Repen     | Svincolato    |
| C        | Andrea Bandiera         | Real Vicenza   | Svincolato    |
| C        | Daniele Giorico         | Cagliari       | Fine Prestito |
| C        | Simone Malacarne        | Montebelluna   | Svincolato    |
| C        | Federico Maracchi       | Venezia        | Svincolato    |
| C        | Fabio Marzolla          | Milazzo        | Svincolato    |
| C        | Antonio Stendardo       | Marano         | Svincolato    |
| A        | Luca Bidogia            | SanDonàJesolo  | Svincolato    |
| A        | Antonio Cherillo        | Pontedera      | Svincolato    |
| A        | Mattia Gallon           | Cagliari       | Fine prestito |
| A        | Andrea Ferretti         | Alessandria    | Svincolato    |
| A        | Massimo Perna           | Ischia         | Svincolato    |
| A        | Giuseppe Torromino      | Crotone        | Svincolato    |

### Sessione invernale
| Acquisti | Acquisti             | Acquisti       | Acquisti   |
| R.       | Nome                 | da             | Modalità   |
| -------- | -------------------- | -------------- | ---------- |
| P        | Enrico Tonozzi       | Novara         | ?          |
| D        | Federico Dal Compare | Milan          | Prestito   |
| D        | Daniel Semenzato     | Lecce          | Definitivo |
| C        | Andrea Burato        | Mantova        | ?          |
| C        | Roberto Musso        | Virtus Entella | Svincolato |
| C        | Walter Piccioni      | ?              | ?          |
| A        | Diego Allegretti     | Fano           | ?          |
| A        | Luca Strizzolo       | Pisa           | Prestito   |

| Cessioni | Cessioni             | Cessioni       | Cessioni |
| R.       | Nome                 | a              | Modalità |
| -------- | -------------------- | -------------- | -------- |
| D        | Francesco Bini       | Mantova        | ?        |
| D        | Vincenzo Garofalo    | Casale         | ?        |
| C        | Francesco Bianchetti | Virtus Entella | ?        |
| C        | Angelo Chiavazzo     | Bellaria       | ?        |
| C        | Stefano Salvi        | Sorrento       | ?        |
| C        | Pierangelo Tarantino | Fano           | ?        |
| A        | Ousmane Sy           | Fidelis Andria | ?        |

### Operazioni esterne alle sessioni
| Acquisti | Acquisti             | Acquisti    | Acquisti   |
| R.       | Nome                 | da          | Modalità   |
| -------- | -------------------- | ----------- | ---------- |
| D        | Francesco Bini       | Mantova     | Svincolato |
| D        | Mariano Stendardo    | Ternana     | Svincolato |
| C        | Pietro Zammuto       | Avellino    | Svincolato |
| C        | Angelo Chiavazzo     | Nocerina    | Svincolato |
| C        | Andrej Komac         | Gorica      | ?          |
| C        | Tommaso Vailatti     | Valenzana   | Svincolato |
| A        | Giovanni Kyeremateng | Montichiari | Svincolato |

| Cessioni | Cessioni            | Cessioni  | Cessioni   |
| R.       | Nome                | a         | Modalità   |
| -------- | ------------------- | --------- | ---------- |
| D        | Federico Tisbi      |           | Svincolato |
| C        | Federico Dragoni    |           | Svincolato |
| C        | Lorenzo Gelfusa     |           | Svincolato |
| C        | Gianluca Migliorini | Pordenone | Svincolato |

## Risultati

### Lega Pro Prima Divisione

#### Girone di andata
| Arbitro: | Fiore (Barletta) |

|             |           |                           |
| Cernuto 45’ | Marcatori | 26’ Ferrario 89’ Carretto |

| Arbitro: | Oliveri (Palermo) |

|                                      |           |                  |
| Guerra 12’, 77’ Staiti 60’ Volpe 84’ | Marcatori | 35’ N. Tarantino |

| Arbitro: | Giovani (Grosseto) |

|                                   |           |                             |
| Spinelli 9’ Madonia 33’ Abate 49’ | Marcatori | 14’ Picone 46’ N. Tarantino |

| Arbitro: | Bruno (Torino) |

|               |           |                                   |
| Tarantino 30’ | Marcatori | 22’ Chiricò 68’ Foti 87’ Memushaj |

| Bergamo 1º ottobre 2012, ore 20:45 5ª giornata | AlbinoLeffe         | 0 – 0 referto | Treviso | Stadio Ciro Vigorito (1.435 spett.)\| Arbitro: \| Soricaro (Barletta) \| |
| Arbitro:                                       | Soricaro (Barletta) |               |         |                                                                          |

| Treviso 7 ottobre 2012, ore 15:00 6ª giornata | Treviso                   | 0 – 0 referto | Portogruaro-Summaga | Stadio Omobono Tenni (1.570 spett.)\| Arbitro: \| Melidoni (Frattamaggiore) \| |
| Arbitro:                                      | Melidoni (Frattamaggiore) |               |                     |                                                                                |

| Arbitro: | Lanza (Torino) |

|                         |           |  |
| Le Noci 35’ Marotta 90’ | Marcatori |  |

| Arbitro: | Paolini (Ascoli Piceno) |

|                  |           |                                      |
| N. Tarantino 33’ | Marcatori | 28’ Iacoponi 48’ Maritato 52’ Furlan |

| Arbitro: | Baldicchi (Città di Castello) |

|                          |           |  |
| Capogrosso 65’ Colli 80’ | Marcatori |  |

| Arbitro: | Mangialardi (Pistoia) |

|                  |           |                                |
| N. Tarantino 27’ | Marcatori | 54’, 69’ Doumbia 56’ Pacciardi |

| Arbitro: | D'Angelo (Ascoli Piceno) |

|                 |           |  |
| A. Ferretti 31’ | Marcatori |  |

| Arbitro: | Dei Giudici (Latina) |

|                               |           |                          |
| N. Tarantino 58’ Madiotto 82’ | Marcatori | 38’ Scialpi 76’ Benvenga |

| Arbitro: | Di Martino (Taranto) |

|                         |           |  |
| Bortolotto 13’ Teso 59’ | Marcatori |  |

| 2 dicembre 2012 14ª giornata |  | – turno di riposo Treviso |  |  |

| Arbitro: | Cangiano (Napoli) |

|                  |           |             |
| N. Tarantino 90’ | Marcatori | 18’ Inglese |

| Arbitro: | Guccini (Albano Laziale) |

|                                         |           |  |
| Miracoli 30’ Castagnetti 70’ Tarana 85’ | Marcatori |  |

| Arbitro: | Casaluci (Lecce) |

|                             |           |              |
| Zammuto 37’ A. Esposito 73’ | Marcatori | 22’ Vailatti |

#### Girone di ritorno
| Cuneo 6 gennaio 2013, ore 14:30 18ª giornata | Cuneo            | 0 – 0 referto | Treviso | Stadio Fratelli Paschiero (750 spett.)\| Arbitro: \| Spinelli (Terni) \| |
| Arbitro:                                     | Spinelli (Terni) |               |         |                                                                          |

| Treviso 13 gennaio 2013, ore 14:30 19ª giornata | Treviso          | 0 – 0 referto | Virtus Entella | Stadio Omobono Tenni (580 spett.)\| Arbitro: \| Baroni (Firenze) \| |
| Arbitro:                                        | Baroni (Firenze) |               |                |                                                                     |

| Arbitro: | Serra (Torino) |

|                            |           |                                        |
| Strizzolo 77’ Madiotto 82’ | Marcatori | 26’ Pagliarulo 39’ Gambino 89’ Pacilli |

| Arbitro: | Verdenelli (Foligno) |

|                              |           |                  |
| Bogliacino 3’ Giacomazzi 27’ | Marcatori | 54’ N. Tarantino |

| Arbitro: | Caso (Verona) |

|                             |           |                 |
| N. Tarantino 9’ Zammuto 50’ | Marcatori | 67’ Taugourdeau |

| Arbitro: | Illuzzi (Molfetta) |

|                            |           |  |
| Patacchiola 80’ Cunico 90’ | Marcatori |  |

| Arbitro: | Ceccarelli (Rimini) |

|                  |           |                    |
| J. Fortunato 90’ | Marcatori | 83’ (aut.) Cernuto |

| Arbitro: | Brasi (Seregno) |

|                         |           |                  |
| Zammuto 6’ Maritato 85’ | Marcatori | 56’ N. Tarantino |

| Treviso 10 marzo 2013, ore 14:30 26ª giornata | Treviso                   | 0 – 0 referto | Pavia | Stadio Omobono Tenni (1.200 spett.)\| Arbitro: \| Lacagnina (Caltanissetta) \| |
| Arbitro:                                      | Lacagnina (Caltanissetta) |               |       |                                                                                |

| Arbitro: | Caso (Verona) |

|             |           |  |
| Doumbia 67’ | Marcatori |  |

| Arbitro: | Tardino (Milano) |

|                  |           |                               |
| M. Stendardo 60’ | Marcatori | 23’ L. Della Rocca 69’ Melara |

| Arbitro: | Spinelli (Terni) |

|                                                   |           |                                         |
| Benvenga 28’ Schenetti 47’ Donnarumma 80’ Cia 85’ | Marcatori | 53’ J. Fortunato 68’ Musso 78’ Madiotto |

| Arbitro: | Saia (Palermo) |

|                 |           |               |
| W. Piccioni 86’ | Marcatori | 42’ Grandolfo |

| 21 aprile 2013 31ª giornata |  | – turno di riposo Treviso |  |  |

| Arbitro: | Morreale (Roma) |

|                                |           |  |
| Ceppelini 26’ Kirilov 58’, 75’ | Marcatori |  |

| Arbitro: | Formato (Benevento) |

|                                        |           |  |
| Kyeremateng 1’ Picone 45’ Madiotto 61’ | Marcatori |  |

| Arbitro: | Martinelli (Roma) |

|  |           |              |
|  | Marcatori | 13’ Madiotto |

### Coppa Italia
| Arbitro: | Di Ruberto (Nocera Inferiore) |

|                   |           |  |
| Corsetti 49’, 90’ | Marcatori |  |

### Coppa Italia Lega Pro
| Arbitro: | Strocchia (Nola) |

|  |           |                            |
|  | Marcatori | 69’ Bertoli 73’ Longobardi |

## Statistiche di squadra
| Competizione             | Punti | In casa | In casa | In casa | In casa | In casa | In casa | In trasferta | In trasferta | In trasferta | In trasferta | In trasferta | In trasferta | Totale | Totale | Totale | Totale | Totale | Totale | DR  |
| Competizione             | Punti | G       | V       | N       | P       | Gf      | Gs      | G            | V            | N            | P            | Gf           | Gs           | G      | V      | N      | P      | Gf     | Gs     | DR  |
| ------------------------ | ----- | ------- | ------- | ------- | ------- | ------- | ------- | ------------ | ------------ | ------------ | ------------ | ------------ | ------------ | ------ | ------ | ------ | ------ | ------ | ------ | --- |
| Lega Pro Prima Divisione | 20    | 16      | 3       | 7       | 6       | 19      | 23      | 16           | 1            | 2            | 13           | 9            | 31           | 32     | 4      | 9      | 19     | 28     | 54     | -26 |
| Coppa Italia             | -     | 0       | 0       | 0       | 0       | 0       | 0       | 1            | 0            | 0            | 1            | 0            | 2            | 1      | 0      | 0      | 1      | 0      | 2      | -2  |
| Coppa Italia Lega Pro    | -     | 1       | 0       | 0       | 1       | 0       | 2       | 0            | 0            | 0            | 0            | 0            | 0            | 1      | 0      | 0      | 0      | 0      | 2      | -2  |
| Totale                   | -     | 17      | 3       | 7       | 7       | 19      | 25      | 17           | 1            | 2            | 14           | 9            | 33           | 34     | 4      | 9      | 21     | 28     | 58     | -30 |